# Puente de Pontevea
El puente de Pontevea cruza el río Ulla entre los municipios de La Estrada (provincia de Pontevedra) y Teo (provincia de La Coruña) en Galicia, España.
En 2017 fue declarado Bien de Interés Cultural con categoría de Monumento.

## Historia

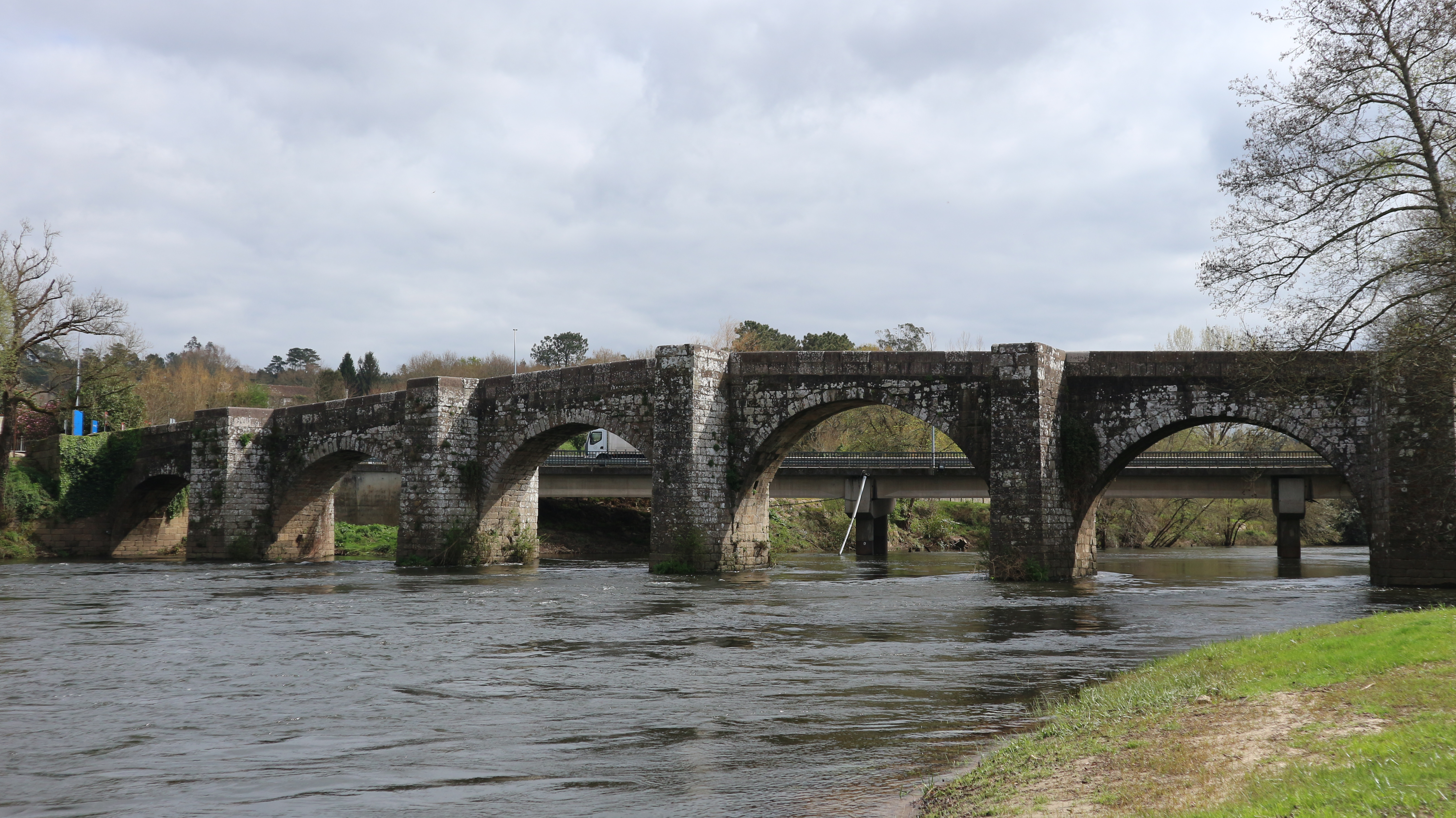
Vista desde aguas abajo

El puente de Pontevea es un lugar donde confluyen varios caminos, rutas comerciales y de peregrinación. Uno de ellos pudo ser la Vía Romana XIX del Itinerario de Antonino, entre Bracara Augusta y Lucus Augusti, aunque no hay acuerdo entre los historiadores al respecto. Por tanto, es posible que en esta zona existiera un puente anterior de época romana, pero lo cierto es que el puente actual es medieval, construido en el siglo XVI y reconstruido en el  XVIII.
En 1809, durante la Guerra de la Independencia Española, los combates en torno al puente provocaron la pérdida de uno de sus arcos, que fue repuesto en 1822. En 1845 el ayuntamiento de La Estrada encargó una nueva reparación del puente.
El puente de Pontevea era el único cruce del Ulla en esta zona hasta que en 1980 se construyó otro puente paralelo, sobre el que discurre la carretera actual. En 2010, la Dirección General de Patrimonio Cultural procedió a reparar y consolidar el puente, haciéndolo exclusivamente peatonal.

## Descripción

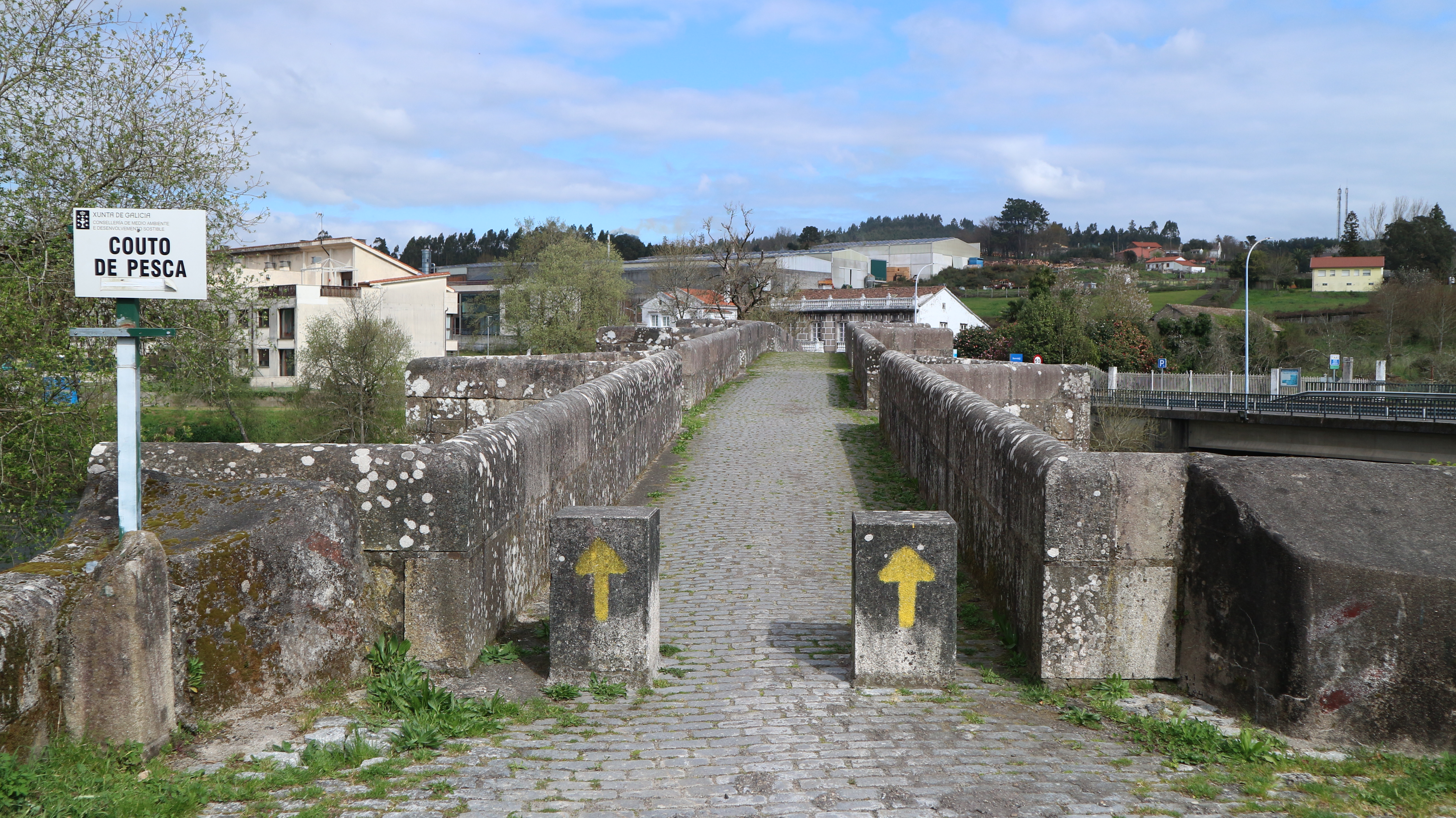
Acceso al puente

El puente es de tipo románico-ojival. Tiene seis arcos de cantería apoyados en cinco grandes pilares. Tres de los arcos son semicirculares y los otros tres ligeramente apuntados, probablemente por el asiento de las cimbras durante la construcción o en reconstrucciones posteriores. Las luces de los vanos, medidas en metros y partiendo de la orilla izquierda, son: 10.40, 10.58, 11.69, 11.17, 10.56 y 8.24. Se observa que son similares, pero ligeramente descendentes desde la pila central hasta los extremos.
El puente cuenta con tajamares triangulares aguas arriba, para suavizar la presión, y trapezoidales aguas abajo, que llegan hasta el pretil. El ancho de los tajamares, medido en las condiciones anteriores, es: 3.52, 3.08, 2.79, 2.71 y 3.63. Se observa que es similar en los tres centrales, pero menor que en ambos extremos. Probablemente esto se debe a una reconstrucción posterior.
El tablero del puente tiene pendiente decreciente desde la pila central, que es la más elevada, hasta los dos extremos. En este punto central la planta del puente presenta un quiebro. El puente tiene 2.5 m de ancho. Debido a esta estrechez, en los tajamares hubo refugios para peatones, que fueron eliminados en los años 1990. En el siglo  XVIII se añadieron los estribos que ensanchan ambas entradas del puente.
No se han realizado estudios arqueológicos en el entorno del puente. Sin embargo, las obras de 2010 han revelado restos de un pavimento preexistente de acceso al propio puente, que se han conservado tal y como fueron hallados.